# Николс, Джоханна
Джоха́нна Бибесха́ймер Ни́колс (также «Николз», «Никольс», англ. Johanna Biebesheimer Nichols; род. 1 января 1945, Айова-Сити, Айова) — американский лингвист, специалист по исторической лингвистике и типологии, славянским языкам, нахским языкам. Профессор-эмерит отделения славянских языков и литератур Калифорнийского университета в Беркли.
Член Ассоциации лингвистической типологии, в 2011—2015 годах — президент Ассоциации. Иностранный член Российской академии наук с 2022 года.

## Биография
В 1967 году окончила Университет Айовы (бакалавр наук, диплом с отличием по основной специальности «французский язык»), где изучала также русский язык и лингвистику. В 1971-1972 годах преподавала русский язык в Университете Нью-Мексико на отделении современных и классических языков, а также играла на флейте и пикколо в Симфоническом оркестре Альбукерке.
В 1973 году получила степень Ph.D. по лингвистике в Калифорнийском университете в Беркли, тема диссертации — «Балто-славянский предикативный инструменталис: проблема диахронического синтаксиса» (The Balto-Slavic predicate instrumental: A problem in diachronic syntax).
На отделении славянских языков и литератур этого университета работала с 1970-х годов, в том числе с 1985 года — в должности профессора. В 2009 году стала эмеритом. Также с 2004 года работает на отделении лингвистики того же университета. В 2017 году стала научным руководителем Международной лаборатории языковой конвергенции, созданной в НИУ ВШЭ.
Николс является переводчиком на английский язык известной книги Т. В. Гамкрелидзе и Вяч. Вс. Иванова «Индоевропейский язык и индоевропейцы» (1984), изданной в 1995 году в издательстве Mouton de Gruyter.

## Вклад в науку
К наиболее известным работам Николс относятся статья 1986 года о типологии вершинного и зависимостного маркирования, а также книга «Языковое разнообразие в пространстве и времени» (Linguistic Diversity in Space and Time) 1992 года, которая находится на пересечении между типологией, исторической лингвистикой и лингвогеографией. Основные темы книга — языковое разнообразие в пространстве и времени, генетическая и ареальная стабильность языковых явлений. По замыслу Николс, книга служит введением в особое направление исследований — популяционную типологию, которая имеет дело не с отдельными языками, а с «популяциями», делает обобщения о принципах географического распределения структурных черт в языках мира и пытается установить возможные пути распространения самих языков («языковая предыстория человечества»). Николс также предлагает оценивать «генетическую плотность» ареалов, равную числу языковых семей в данном ареале на 1 миллион квадратных миль (так, Кавказ, Калифорния, Северная Австралия — примеры ареалов с очень высокой генетической плотностью, тогда как в Северной Евразии или Юго-Восточной Азии она очень мала). В последующих работах Николс на материале выборки из более 170 языков исследовала относительную диахроническую стабильность различных языковых явлений — так, к генетически стабильным в рамках её подхода были отнесены такие признаки, как локус маркирования (вершинное/зависимостное), стратегия кодирования глагольных актантов, противопоставление по инклюзивности, категория рода, именные классификаторы, тоны. Ареально стабильными могут быть признаны повышающие актантные деривации (типа каузатива), порядок слов в клаузе, также именные классификаторы и тоны.
В рамках Всемирного атласа языковых структур Николс принадлежит ряд разделов, в том числе по типологии локуса маркирования, фонетическому облику личных местоимений, словоименительным показателям имени и глагола.
Николс является ведущим западным специалистом по нахским языкам, прежде всего ингушскому и чеченскому; она опубликовала фундаментальную ингушскую грамматику, чеченско-английский (и англо-чеченский) и ингушско-английский (и англо-ингушский) словари и ряд других работ.

## Основные публикации
- Johanna Nichols. Predicate Nominals: A Partial Surface Syntax of Russian. Berkeley: University of California Press, 1981. ISBN 0-520-09626-6
- Johanna Nichols. Linguistic Diversity in Space and Time. Chicago: University of Chicago Press, 1992. ISBN 0-226-58056-3
- Johanna Nichols and Arbi Vagapov. Chechen-English and English-Chechen Dictionary = Noxchiin-ingals, ingals-noxchiin deshnizhaina. London; New York: Routledge Curzon, 2004. ISBN 978-0-203-56517-9
- Johanna Nichols. Ingush-English and English-Ingush dictionary = Ghalghaai-ingalsii, ingalsii-ghalghaai lughat. London; New York: Routledge Curzon, 2004. ISBN 0415315956
- Johanna Nichols. Ingush Grammar. Berkeley: University of California Press, 2010. ISBN 0-520-09877-3. (Книга находится в открытом доступе:  Архивная копия от 5 января 2017 на Wayback Machine)

## Награды
- Книга Николс «Языковое разнообразие в пространстве и времени» (Linguistic Diversity in Space and Time) была в 1994 году удостоена Премии Леонарда Блумфильда, присуждаемой Американским лингвистическим обществом (LSA) — как «крупный вклад в лингвистику, предлагающий новое направление изучения языковой истории на значительной временной глубине и огромных пространствах» (a major contribution to linguistics, providing a novel framework for studying language history at great time-depth and over vast distances)[13].
- За заслуги в развитии ингушской лингвистики и многолетний добросовестный труд Указом Президента Республики Ингушетия Мурата Зязикова от 27 апреля 2005 года № 106 награждена высшей наградой Республики Ингушетия — орденом «За заслуги»[14].